# Митропа куп 1986.
Митропа куп 1986 је 44 пут како се одржав ово такмичење. У такмичењу су учествовале четири друголигашке екипе Италије, Југославије, Мађарске и Чехословачке. 
Такмичење је одржано 14. и 17. новембра 1985. у граду Пизи у Италији. Играло се по куп систему. Поражени из првих утакмица су играли за треће, а победници за прво место.
Полуфинале
| Клуб        | Држава   | Резултат | Држава                                           | Клуб            |
| ----------- | -------- | -------- | ------------------------------------------------ | --------------- |
| ФК Пиза     | Италија  | 1:0      | Чешка                                            | ФК Сигма Оломуц |
| ФК Дебрецин | Мађарска | 1:0      | Социјалистичка Федеративна Република Југославија | НК Ријека       |

Утакмица са 3/4 место
| Датум, Место       | Побеник   | Држава                                           | Резултат | Држава | Финалиста       |
| ------------------ | --------- | ------------------------------------------------ | -------- | ------ | --------------- |
| 17. новембар, Пиза | НК Ријека | Социјалистичка Федеративна Република Југославија | 3:2      | Чешка  | ФК Сигма Оломуц |

 Финале 
| Датум, Место       | Побеник | Држава  | Резултат | Држава   | Финалиста   |
| ------------------ | ------- | ------- | -------- | -------- | ----------- |
| 17. новембар, Пиза | ФК Пиза | Италија | 2:0      | Мађарска | ФК Дебрецин |